# Calotes mystaceus
Espèce
Calotes mystaceus est une espèce de sauriens de la famille des Agamidae.

## Répartition
Cette espèce d'agame se rencontre en Inde, en Birmanie, en Thaïlande, au Laos, au Cambodge, en Viêt Nam et en République populaire de Chine au Yunnan.

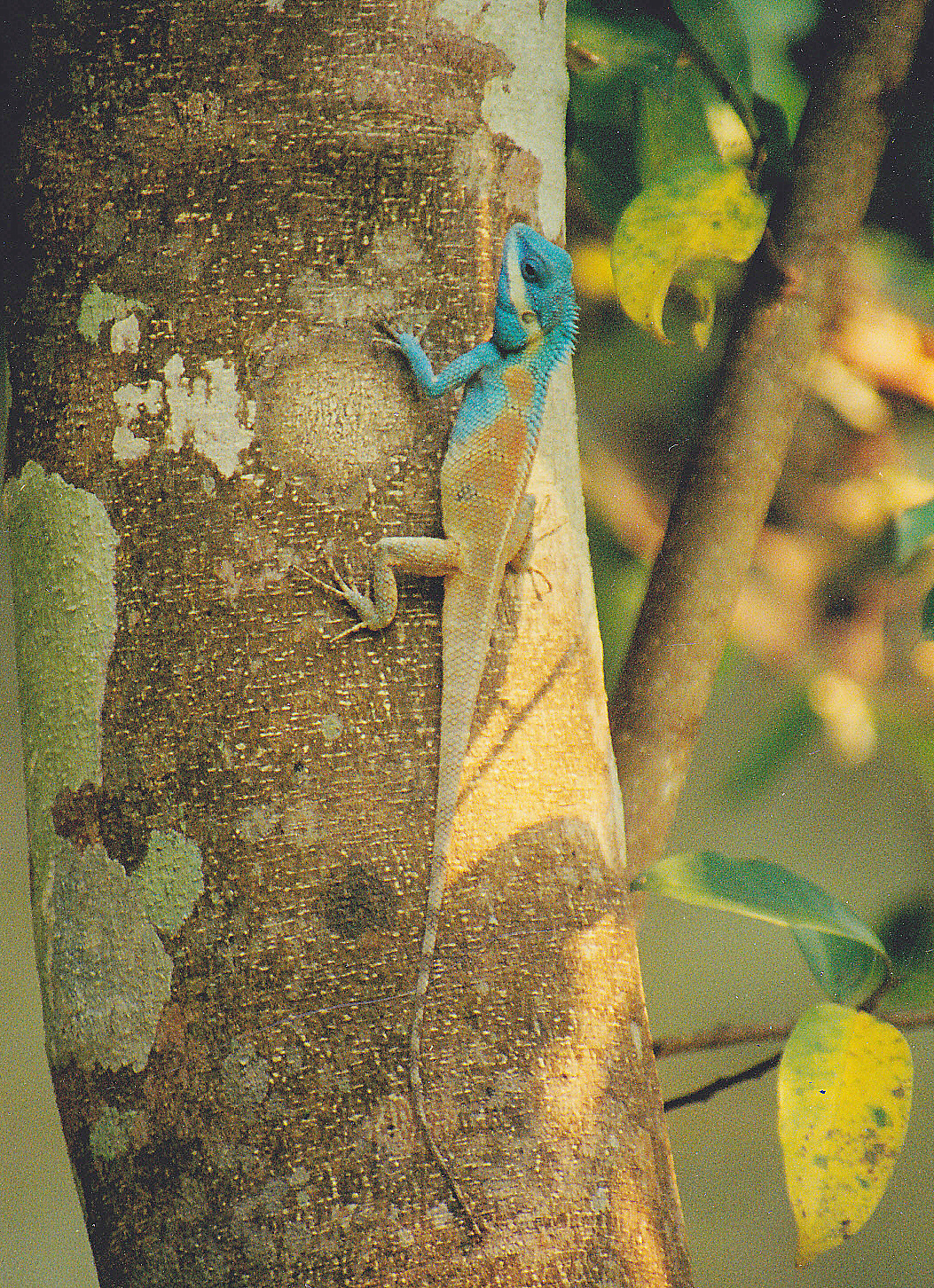
Agame calotes mystaceus grimpant dans un arbre, Thaïlande

## Notes et références

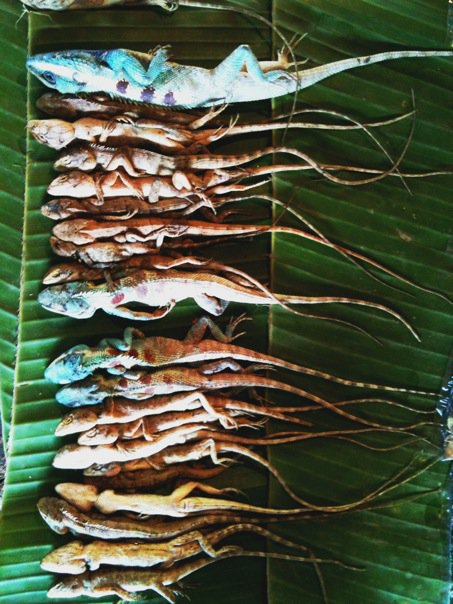
"Brochette" d'agames dont des calotes mytaceus, province de Sakon Nakhon, Thaïlande

## Publication originale
- Duméril & Bibron, 1837 : Erpétologie Générale ou Histoire Naturelle Complète des Reptiles. Librairie. Encyclopédique Roret, Paris, vol. 4, p. 1-570 (texte intégral).